# 丹羽氏
丹羽氏（にわし）は、日本の氏族。
1. 丹羽氏 - 神八井耳命を祖とする氏族。現在の丹羽郡丹羽の県主を務めた一族。爾波神社と関連性があるために爾波氏とも表記される。
2. 児玉丹羽氏 - 良岑安世を祖とする良岑朝臣流と称した氏族。
3. 一色丹羽氏 - 清和源氏の足利氏の支流の一つである一色氏一門。

## 児玉丹羽氏

### 起源
桓武天皇の皇子良岑安世の末裔（まつえい）で、良岑朝臣を本姓としているが、太田亮は『姓氏家系大辞典』において、これを系譜仮冒とし、多臣の一族である尾張丹羽臣（丹羽県主）の後裔とする。『寛政重修諸家譜』によると、児玉惟行を祖とする武蔵国児玉党の末裔とし、尾張国に移った後に本姓を藤原朝臣に復したとされるが、これは本貫である尾張国春日井郡児玉村（現在の愛知県名古屋市西区児玉）の地名を前述の児玉党に由来とすることを後付けに付会したものであると考えられている。丹羽長秀以前の系譜ははっきりしていないが、代々尾張国守護の斯波氏に仕えていたらしい。

### 戦国時代～安土桃山時代
丹羽長秀は天文19年（1550年）から織田信長に仕えて活躍し、天正10年（1582年）に本能寺の変で明智光秀に信長が討たれた後、羽柴秀吉に味方して山崎の戦いで共に光秀を討った。長秀は天正11年（1583年）の賤ヶ岳の戦いでも秀吉を援護し、戦後に越前国・若狭国・加賀国2郡の123万石を与えられて大大名となった。
天正13年（1585年）に長秀が没すると、長男丹羽長重が後を継ぐが、同天正13年（1585年）の佐々成政の越中征伐に従軍した際、家臣の軍律違反により、若狭1国15万石に減封。さらに天正15年（1587年）の九州征伐の際にも家臣の軍律違反により若狭国を召し上げられ、加賀松任4万石の小大名に成り下がった。しかし、長重が小田原征伐で戦功を挙げたため、加賀国小松城主12万5451石に再び加増された。官位も従三位参議が与えられた。

### 江戸時代
慶長5年（1600年）の関ヶ原の戦いで長重は西軍に与したことで徳川家康により小松城と12万5000石の所領を没収され、山城国鳥羽に幽閉されたが、後に江戸・芝浦に移され、将軍に昵近したことで、1603年（慶長8年）に常陸国古渡1万石を与えられて大名として復帰した。大坂の陣の戦功で、元和5年（1619年）に1万石の加増があり、常陸国江戸崎藩主2万石となった。元和8年（1622年）にはさらに3万石の加増があり、陸奥国棚倉藩主5万石となった。寛永4年（1627年）にも5万石の加増があり、白河藩主10万700石となった。
長重の長男・丹羽光重は寛永20年（1643年）に陸奥国二本松藩10万700石に転封となり、以後丹羽氏は明治維新までここに定着する。

### 明治以降
幕末維新期の当主である丹羽長国は奥羽越列藩同盟に与して官軍に抗したため、明治元年（1868年）11月5日に長国は官位褫奪・蟄居となり、12月8日には丹羽家の城地は収公となった。しかし12月26日に長国の養子丹羽長裕（米沢藩主・上杉斉憲の九男）に5万石を減じた二本松藩5万石（安達郡37か村）が改めて与えられることで家名存続が許された。その後、明治2年（1869年）の版籍奉還で二本松藩知事に転じたを経て、明治4年（1871年）の廃藩置県を迎えた。
版籍奉還の際に定められた家禄は、現米で1286石
明治9年（1876年）の金禄公債証書発行条例に基づき、家禄と引き換えに支給された金禄公債の額は3万2124円48銭5厘（華族受給者中165位）。
明治前期に長裕の住居は東京市麻布区麻布六本木町にあった。当時の家扶は羽木貞守。
明治17年（1884年）の華族令により華族が五爵制になると長裕は旧小藩知事として子爵に列せられた。
3代子爵丹羽長徳は明治末から大正時代にかけて貴族院の子爵議員に当選して務めた。
丹羽子爵家の邸宅は昭和前期には東京市世田谷区上馬町にあった。

## 一色丹羽氏

### 発生
一色丹羽氏は清和源氏の後裔、一色氏の庶流である。九州探題を務めた一色直氏の曽孫、一色氏明が尾張の丹羽郡丹羽荘に住んだ時に丹羽を姓としたことに始まる。
一色氏は、直氏の弟の一色範光の系統が室町幕府の四職として重用されたが、直氏の系統は没落し諸国に分家した。一色丹羽氏はそのうちの一つである。

### 戦国時代
氏明から九代子孫の丹羽氏勝は尾張守山城主織田信次の家臣であった。
信次の家臣洲賀才蔵が織田信長の弟である秀孝を誤殺し、信次が信長を恐れて守山より逃亡した際には、氏勝ら家臣団が守山城に立て篭もり織田信行の軍勢に抗戦した。
その後、紆余曲折の末に信長に仕えたが、天正8年（1580年）に氏勝は突如、信長によって追放されてしまった。
その子の丹羽氏次が、尾張愛知郡の岩崎城を居城としていた時に徳川家康に従い、小牧山の役にて戦功を挙げた。

### 江戸時代
丹羽氏次は織田信雄の家臣時代を経て、最終的には徳川家康に仕えて慶長5年（1600年）の関ヶ原の戦いでは東軍に属し戦功を挙げた。功が認められ、氏次は三河国伊保藩1万石の藩主となった。
寛永15年（1638年）には伊保藩は廃藩となり天領になったため、1万石加増されて、伊保藩から美濃国岩村藩2万石に転封となった。
以後丹羽氏が岩村藩主を務めたが、丹羽氏音の時代に家中で派閥騒動が起き、元禄15年（1702年）に越後国高柳藩1万石に減封。
氏音の養子・丹羽薫氏は延享3年（1746年）に播磨国三草藩に転封され、廃藩置県まで丹羽氏の統治が続いた。
三草藩主となってからは、江戸城の大番頭に就任したり、大坂加番を務めたことが多かったため、三草藩主は江戸定府とされ三草陣屋に赴くことは無く、江戸屋敷から藩主名代の巡見使を派遣して統治を行った。

### 明治以降
幕末維新期の当主丹羽氏中は明治2年（1869年）の版籍奉還で華族に列するとともに三草藩知事に任じられた。明治4年（1871年）の廃藩置県まで藩知事を務めた。
版籍奉還の際に定められた家禄は、現米で484石
明治9年（1876年）の金禄公債証書発行条例に基づき、家禄と引き換えに支給された金禄公債の額は1万8125円48銭5厘（華族受給者中246位）。
明治前期に当時の当主氏厚の住居は東京市芝区愛宕下町にあった。当時の家扶は丹羽茂正。
明治17年（1884年）の華族令により華族が五爵制になると氏厚は旧小藩知事として子爵に列せられた。
昭和前期に三草丹羽子爵家の邸宅は大阪市住吉区田辺西町にあった。
昭和15年（1940年）12月に当時の当主丹羽氏郷子爵が死去した後、長女が家督を相続し、女戸主となったことで爵位を喪失した。